# 1857 en architecture
| Années de l'architecture : 1854 - 1855 - 1856 - 1857 - 1858 - 1859 - 1860    |
| Décennies de l'architecture : 1820 - 1830 - 1840 - 1850 - 1860 - 1870 - 1880 |

Cet article présente les faits marquants de l'année 1857 en architecture.

## Réalisations
- x

## Événements
- American Institute of Architects (AIA) est fondé.

## Récompenses
- Royal Gold Medal : Owen Jones.
- Prix de Rome : Joseph Heim.

## Naissances
- 31 janvier : Ernesto Basile († 26 août 1932).

## Décès
- 15 juillet : Jean-Baptiste-Antoine Lassus (° 19 mars 1807).